# 今川義元
今川 義元（いまがわ よしもと）は、戦国時代の武将。駿河国および遠江国の守護大名・戦国大名。今川氏第11代当主。姉妹との婚姻関係により、武田信玄や北条氏康とは義理の兄弟にあたる。「海道一の弓取り」の異名を持つ東海道の広大な地域の支配者。姓名は源義元。
寄親・寄子制度を設けての合理的な軍事改革等の領国経営のみならず、外征面でも才覚を発揮して今川氏の戦国大名への転身を成功させた。所領も駿河・遠江から、三河や尾張の一部にまで領土を拡大させた。戦国時代における今川氏の最盛期を築き上げるも、尾張国に侵攻した際に行われた桶狭間の戦いで織田信長軍に敗れて毛利良勝に討ち取られた。

## 生涯

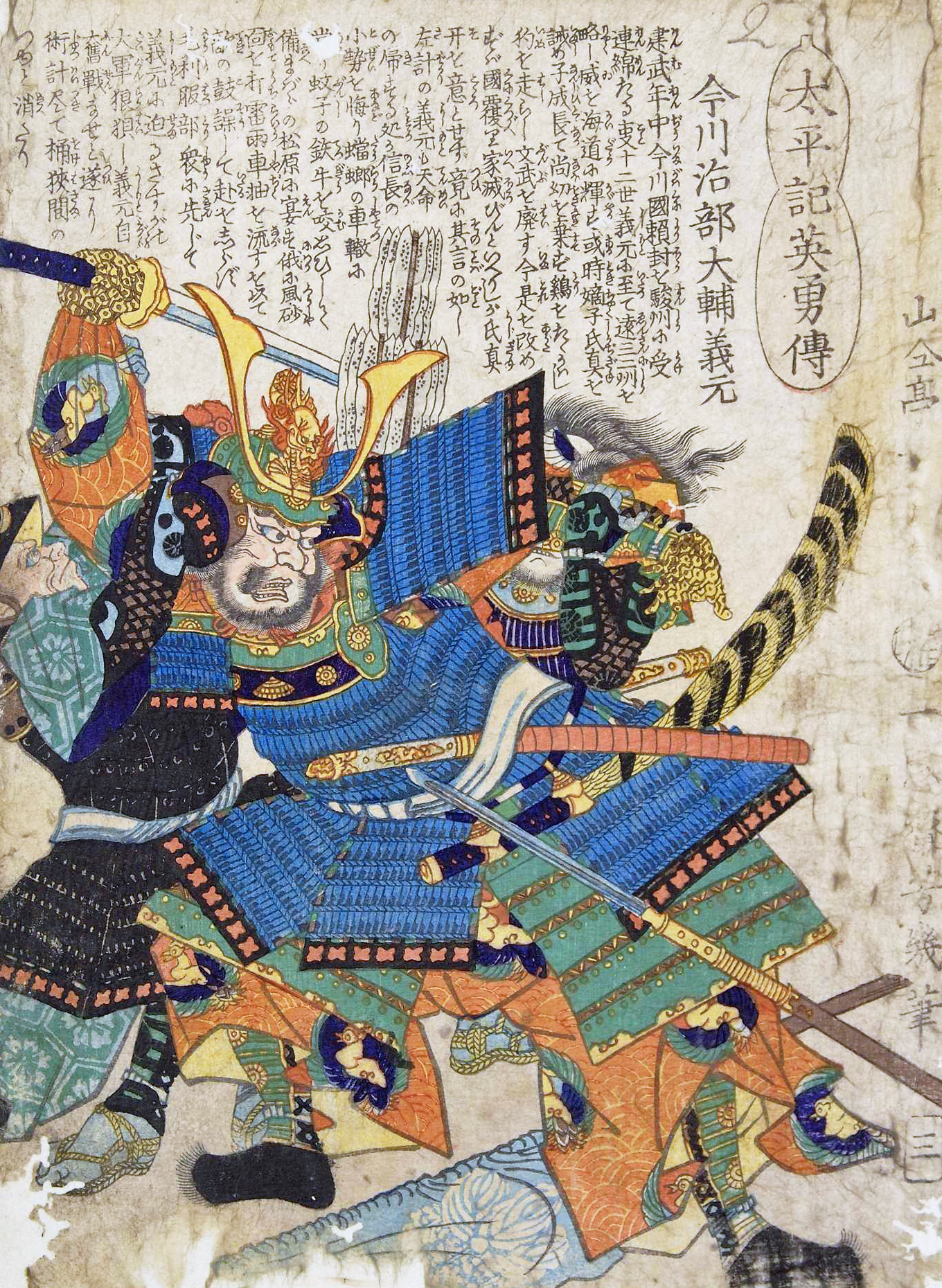
太平記英勇伝三：今川治部大輔義元（落合芳幾作）

### 内乱と家督相続
永正16年（1519年）、今川氏親の三男として生まれる。母は父の正室である中御門宣胤の娘（寿桂尼）。ただし、義元は本来は側室の子で花倉の乱後に寿桂尼と養子縁組をしたとする説もある（後述）。生まれた時は既に跡継ぎとして、同母兄の氏輝、および彦五郎がいたために4歳で仏門に出され、駿河国富士郡瀬古善得寺の琴渓承舜に預けられた。享禄2年（1529年）に承舜が没したために、彼の弟子であった九英承菊（後の太原雪斎）がその役割を継承した。享禄3年（1530年）、建仁寺の師である常庵龍崇によって芳菊丸が得度の儀式を行い、承芳と名を改める。2人はさらなる修行のため、大永5年（1525年）と天文2年（1533年）の2度に渡って上洛し、善得院から建仁寺へ、さらに妙心寺へと移った。この頃に承芳は栴岳を与えられ栴岳承芳（せんがくしょうほう）と名乗った。さらに雪斎と共に妙心寺で大休宗休に学び学識を深めた。
その後、氏輝の命を受けて京都から駿河に戻るが、その直後の天文5年（1536年）に氏輝が急死する。この時点ではまだ兄の彦五郎がいたために継承権はなかったが、彦五郎までもが氏輝と同日に死亡したために継承権が巡ってきた。氏輝・彦五郎と同じ寿桂尼所生であることも後押しとなり、重臣たちから還俗を乞われた承芳は主君であり本流に当たる征夷大将軍・足利義晴から偏諱を賜り、義元と名乗った。だが当主継承は有力家臣の福島氏の反対で混迷化し、最終的に福島氏は自家の血を引く義元の異母兄・玄広恵探を当主として掲げて反旗を翻した（花倉の乱）。
恵探側は今川館に攻め寄せる等攻勢をみせたが太原雪斎・岡部親綱ら義元側の家臣団の奮戦の前に苦戦が続いた。加えて義元が伊豆国（静岡県伊豆半島）・相模国（神奈川県西南部）を領する後北条氏からの支援を得ることに成功すると一層敗色は濃厚となり、花倉城の陥落を以って恵探は自害した。内乱を鎮めて家督相続を果たした義元は今川氏当主となり、自らに忠義を示した家臣を重用して支配体制を整えた。

### 統治初期の事績

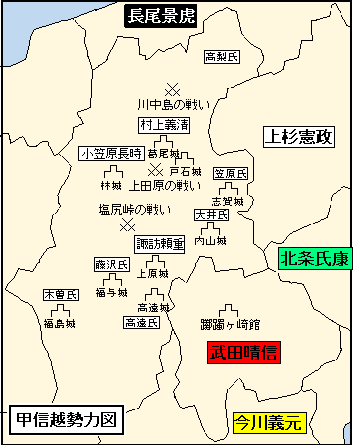
戦国時代の甲信越

天文6年（1537年）2月、氏輝期まで抗争状態にあった甲斐国の守護・武田信虎の娘（定恵院）を正室に迎え、武田氏と同盟を結ぶ（甲駿同盟）。周囲の守りを固めんとして行われた甲駿同盟の成立は、結果的に旧来の盟友（駿相同盟）として自らの当主継承にも助力した北条氏綱の怒りを買い、同年同月、北条軍は駿河国富士郡吉原に侵攻した（第一次河東一乱）。花倉の乱による内部対立を引き摺ったまま家臣団の統制がとれなかった今川軍は、北条軍に対して適切な反撃が行えず河東（現在の静岡県東部）を奪われてしまう。義元は武田の援軍と連帯して領土奪還を試みたが、花倉の乱で恵探側に組した堀越氏・井伊氏といった遠江に基盤を置く反義元派の武将らが義元から離反したため、家臣の反乱と北条氏の侵攻との挟撃状態に陥り、河東は北条氏に占領されたまま長期化の様相を見せた。
さらに追い討ちをかけるが如く、尾張国（愛知県西部）の織田信秀が天文9年（1540年）に三河国（愛知県東部）に侵攻を開始した。義元は三河に援軍を送り三河の諸侯軍と連合して天文11年（1542年）に織田軍との一大決戦に臨むが、その猛攻の前に敗れたとされている（第一次小豆坂の戦い。ただしこの戦いは後世の創作である可能性もあり）。天文10年（1541年）、苦杯を嘗めさせられた北条氏綱が死去、北条氏は氏康が家督を継いだ。『高白斎記』によれば、同年5月25日に甲斐国の武田信虎は嫡男の武田晴信（信玄）を伴い、信濃国の諏訪頼重や村上義清とともに信濃佐久郡侵攻を行う（海野平の戦い）。信虎は6月4日に甲斐へ帰国すると、6月14日に義元訪問のため駿州往還を経て駿河へ出立するが、晴信により路地を封鎖されるクーデターが発生する。義元は信虎の身柄を預かりつつ、家督を相続した晴信とも同盟関係を続け、高遠合戦では武田に援軍を派遣した。
苦しい状況が続く中、天文14年（1545年）、義元は氏康と敵対する山内上杉憲政と同盟を結び、北条氏を挟み撃ちにする策を立てた（第二次河東一乱）。同年8月22日、義元と憲政との同盟によって河東と関東方面に戦力が分断される形となった北条軍に対して、義元は武田の援軍を得て河東に侵攻し、同じく関東においては両上杉氏（上杉憲政・上杉朝定）が古河公方・足利晴氏らと連合し8万の大軍で河越城を包囲した。河東では今川軍が北条軍を打ち破り、関東では上杉連合軍が河越城を包囲し続け、北条軍は西の今川軍と東の上杉連合軍との挟撃状態に陥り、窮地に立たされた。進退窮まった氏康は武田晴信に仲介を頼み、義元との交渉で河東の地を今川家に返還するという条件で和睦、今川氏は北条氏との争いに実質的に勝利した。これにより一先ず西方に安堵を得た氏康は関東方面に戦力を集中させ、河越城の戦いにおいて苦境から一転、逆転勝利を収めた。河東の地の遺恨を巡って両者の緊張関係は続いたが、北条氏が関東方面への侵攻に集中していったことで徐々に両者の緊張関係は和らいでいった。
一方、三河においては西三河の松平広忠の帰順を受け、嫡男・竹千代（後の徳川家康）を人質に迎え入れる約束を交わし、尾張の織田家の妨害を受けつつも、着実に三河勢の従属化に努めていった。この際、護送を請け負った三河田原城（愛知県田原市）の国人領主・戸田康光が裏切って竹千代を敵方の織田氏に送り届けてしまうという事件が起こった。これは前年に義元が戸田氏の一族である戸田宣成、戸田吉光の一族を滅ぼしたため、戸田宗家の当主であった康光が反乱を起こしたものであった。これに対して義元は戸田宗家を武力でもって徹底的に滅ぼし、その居城であった田原城に有力家臣である朝比奈氏を入れた。ただし、これについては近年、松平広忠・戸田康光連合軍と松平家内部の反主流派であった松平信孝・酒井忠尚の要請を受けて介入した今川義元・織田信秀連合軍の戦いであり、その結果戸田氏は義元に滅ぼされ、松平氏は信秀に岡崎城を奪われて竹千代を人質に出すことで許されたとする新たな見方も浮上している。
天文17年（1548年）、義元の三河進出に危機感を覚えた織田信秀が侵攻してくるが、義元の軍師である雪斎と譜代重臣である朝比奈泰能らを大将とした今川軍は織田軍に大勝した。（第二次小豆坂の戦い）。またこの頃までに松平信孝を滅ぼした松平広忠も再び今川方に帰属している。

### 領国拡大
天文18年（1549年）に松平広忠が死去すると、義元は領主が死去して不在となった松平家に対して支配していた西三河地域を今川家の領土にしようとした。嫡子の竹千代は織田の人質となっていた事から、岡崎付近に向けて今川軍を派遣した。岡崎城（現在の愛知県岡崎市）に家臣を送り込み、事実上松平家の所領を領有した。松平家の支配下にあった三河国の国人領主を直接今川家の支配下に取り込んでいった。また、織田方の三河安祥城を攻略（現在の愛知県安城市）して、織田家の勢力を事実上三河から駆逐した。これにより継承直後から続いた西の織田氏との争いは今川氏勝利の形で決着した。また、このおり信秀の庶長子にあたる城将・織田信広を捕らえ、人質交換によって竹千代を奪還、実質自らの配下とすることで尾張進出への足掛かりを着々と築いていく。天文20年（1551年）に織田信秀が死去すると尾張への攻勢を一段と加速させる。
更に天文22年（1553年）には亡父の定めた今川仮名目録に追加法（仮名目録追加21条）を加えたが、ここにおいて現在の今川領国の秩序維持を行っているのは足利将軍家ではなく今川氏そのものであることを理由に、室町幕府が定めた守護使不入地の廃止を宣言し、守護大名としての今川氏と室町幕府間に残された関係を完全に断ち切った。これは、今川氏は既に室町幕府の権威によって領国を統治する守護大名ではなく、自らの実力によって領国を統治する戦国大名であることを明確に宣言したものでもあった。
天文23年（1554年）、嫡子・今川氏真に北条氏康の娘（早川殿）を縁組し、武田氏・北条氏と互いに婚姻関係を結んで甲相駿三国同盟を結成した（この会談は善徳寺の会盟とも呼ばれている）。これにより後顧の憂いを断った。
また弘治元年（1555年）に行われた第二次川中島の戦いでは武田晴信と長尾景虎の仲介を行って両者の和睦を成立させた。駿河・遠江・三河で検地も実施している。その一方で、三河を巡る織田氏との対立が激化し、これに触発された吉良氏や奥平氏などが今川氏に叛旗を翻した。これを三河忩劇（みかわそうげき）と呼ぶ。
永禄元年（1558年）には、支配下においていた松平元康をして、三河加茂郡寺部城の鈴木重教を攻めさせて下した。
同年、義元は氏真に家督を譲り隠居する。これ以後、今川氏の本国である駿河・遠江に発給される文書の著名は氏真名となる。一方、義元は新領土である分国の三河の鎮圧および経営に集中し、それが成るとさらには尾張以西への侵攻に力をそそぐこととなる。

### 最期
永禄3年（1560年）5月には那古野城を目指し駿・遠・三2万余の軍を率いて尾張国への侵攻を開始。織田方に身動きを封じられた大高城（現在の名古屋市緑区大高）を救うべく、大高周辺の織田方諸砦を松平元康などに落とさせる。幸先良く前哨戦に勝利した報せを受けて沓掛城で待機していた本隊を大高城に移動させる。ところがその途上、桶狭間（おけはざま）山で休息中に織田信長の攻撃を受け、松井宗信らと共に奮戦するも、織田家家臣・毛利良勝に愛刀・義元左文字と首級を奪われた。享年42。
その後、残存した今川兵によって駿府まで連れ帰ろうと試みられたが、首の無い義元の遺体は想像以上に腐敗の進行が早く、三河国宝飯郡に埋葬された。

### 死後
織田方に討ち取られた首級は、鳴海城に留まり奮戦する義元の重臣・岡部元信と信長との開城交渉により後に返還され、駿河に戻った。義元の戦死により氏真が後を継いだが、この混乱に乗じて松平元康（後の徳川家康）が西三河で自立（独立）した。この動きに追従する様に東三河でも戸田氏・西郷氏などが離反、松平氏の傘下へ転属していく。この様な三河の動揺が隣国・遠江に伝播すると、正誤の判別がつかない噂が飛び交い、遠江領内は敵味方の見極めさえ困難な疑心暗鬼の状態に陥ってしまった（遠州錯乱）。この動揺期において氏真は若輩だったこともあり人心掌握の才に欠け、井伊直親や飯尾連龍などを粛清することで事態の収拾を試みたが、逆に人心の離反を加速させてしまい家臣（国人領主）の離脱が相次いだ。多くの国人領主の支持を失い自国領内すらまともに統治できない状態となった今川氏は、見る見るうちに衰退していき義元の死から9年後の永禄12年（1569年）、氏真は信玄と家康によって駿河・遠江を追われ、大名としての今川家は滅亡した。
駿河追放後、氏真は妻・早川殿の実家北条家に身を寄せたが武田・北条の同盟が復活すると徳川家康の家臣となる。江戸期に今川氏は高家旗本として幕臣に列した。

## 墓所・祈念碑
塚・墓など
- 愛知県豊川市牛久保町の大聖寺（胴塚、一色時家の墓の隣）
- 愛知県西尾市駒場町の東向寺（首塚）
- 愛知県東海市の今川塚
- 愛知県清須市正覚寺の今川塚
- 今川家菩提寺である静岡県静岡市葵区大岩町の臨済寺に墓所、木像、今川神廟（生誕500年祭に向けて新造）
- 静岡県静岡市葵区大岩本町の富春院（今川義元慰霊塔）

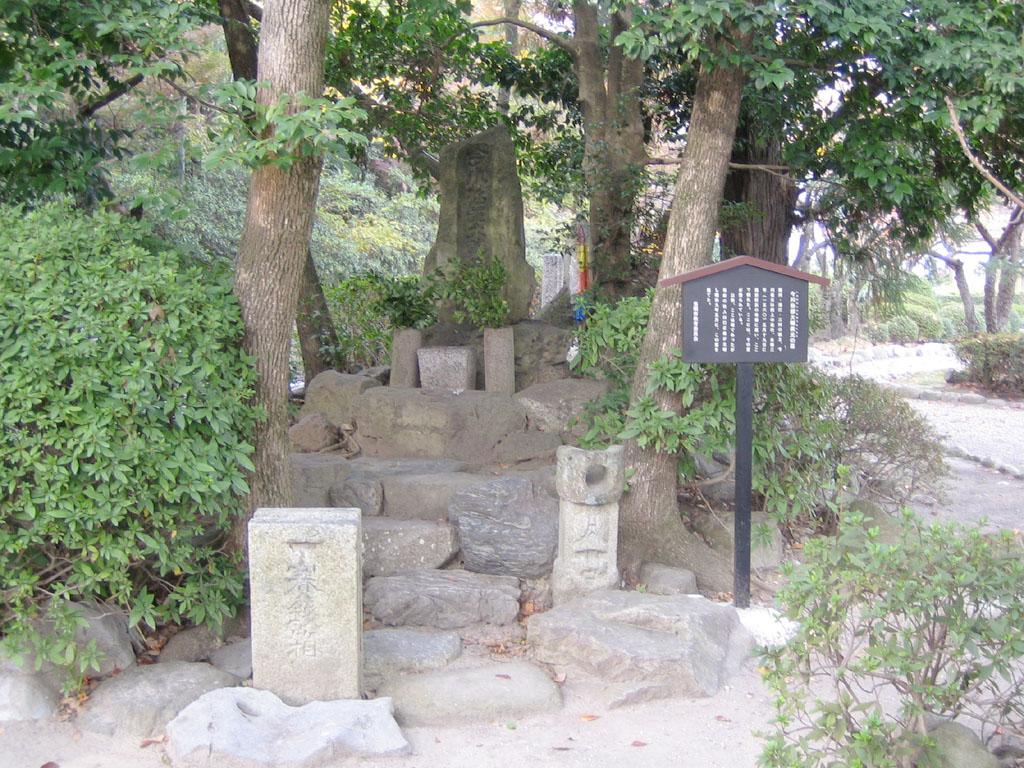
今川義元の墓（明治9年（1876年）5月建立。愛知県豊明市の桶狭間古戦場伝説地内）
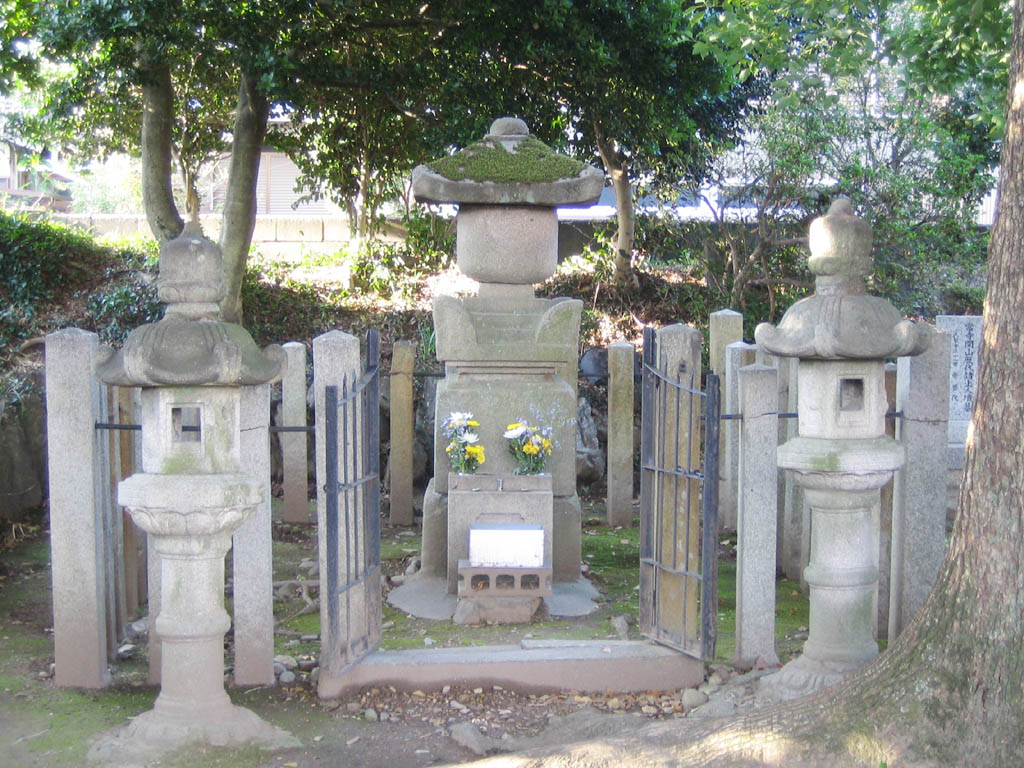
今川義元胴塚（愛知県豊川市牛久保町）
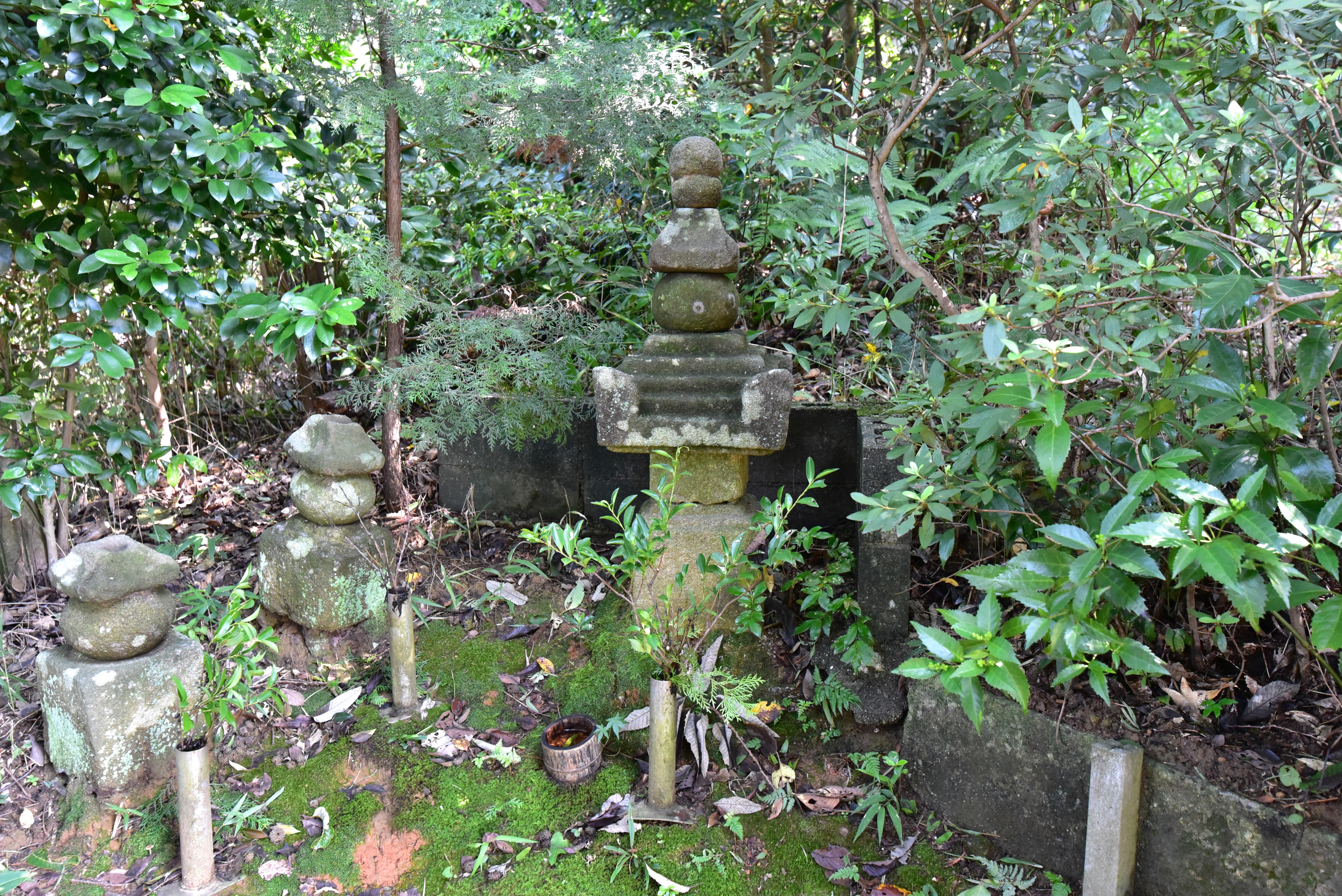
今川義元首塚（愛知県西尾市東向寺）
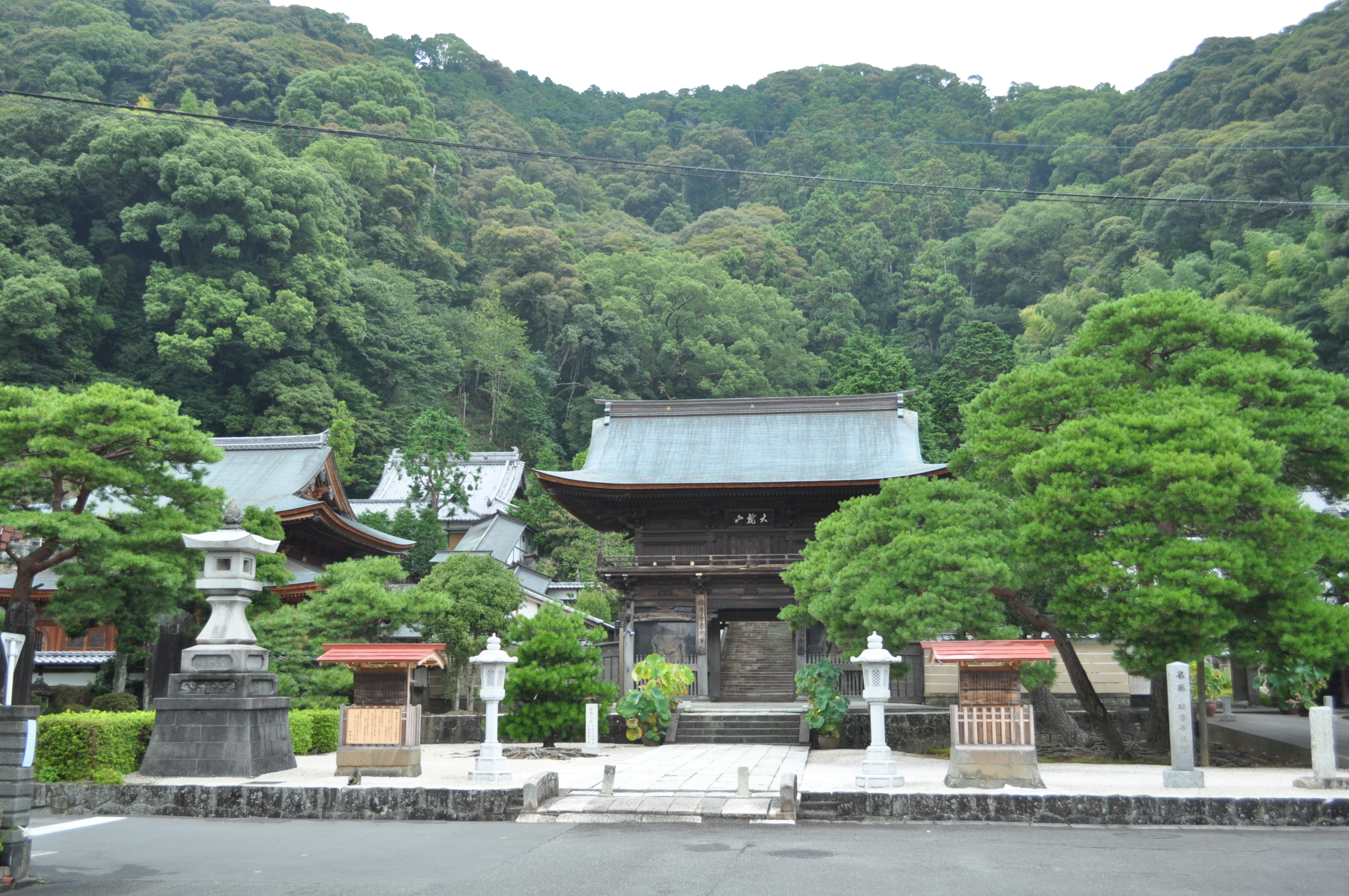
臨済寺（2016年8月14日撮影）

銅像
- 愛知県名古屋市緑区の桶狭間古戦場公園（平成22年（2010年）5月、桶狭間の戦い450年の記念として建立された。）
- 静岡県静岡市葵区のＪＲ静岡駅北口広場（「義元公生誕500年祭」の一環として設置され、令和2年（2020年）5月19日に除幕式が開かれた。）

## 人物・逸話
- 武勇に関しては幼いころから仏門に入っていたため、武芸を学ぶ機会に恵まれず優れなかったと伝えられているが、桶狭間の戦いでは信長の家臣・服部春安が真っ先に斬りつけようとした時、自ら抜刀して春安の膝を斬りつけて撃退、さらに毛利良勝が斬りつけようとした時にも数合ほどやり合った末に首を掻こうとした良勝の指を食い千切って絶命したと伝えられており、武芸の素養が無かった訳ではない。
- 公家文化に精通し、京都の公家や僧侶と交流して、京都の流行を取り入れて都を逃れた公家たちを保護した。山口の大内氏と一乗谷の朝倉氏と並ぶ戦国三大文化を築いた。[16]さらには自らも公家のようにお歯黒をつけ、置眉、薄化粧をしていたことから、貴族趣味に溺れた人物とされることもある。しかし公家のような化粧をした話は後世の創作であるという説もある。また、たとえ事実であったとしてもそれは武家では守護大名以上にのみ許される家格の高さを示すことこそあれ、軟弱さの象徴とは言い難い。武士が戦場に向かう際に化粧をしていくことは、珍しくないばかりか嗜みの一つであったという説すらある[17]。
- 父・氏親が三条西実隆に和歌の添削指導を受けていたように、義元は駿府に流寓していた冷泉為和に直接指導を受けていた。歌会は、毎月13日、のち11日に行うのが定例になっており、このように月次会を定期的に行うのは全国的に見ても珍しい。ただ、義元は連歌は好まなかったようで、連歌会の記録はほとんど残っていない。今川家中の和歌のレベルは実際はあまり高くなかったらしく、同工異曲の似たような歌が頻出し、そもそも歌合の題目をよく理解していない作品が多い。義元自身も例外でなく、為和から厳しく指導された記録が残っている[18]。
- 『信長公記』では義元の桶狭間の戦いの際の出で立ちを「胸白の鎧に金にて八龍を打ちたる五枚兜を被り、赤地の錦の陣羽織を着し、今川家重代の二尺八寸松倉郷の太刀に、壱尺八寸の大左文字の脇差を帯し、青の馬の五寸計（馬高五尺五寸の青毛の馬）なるの金覆輪の鞍置き、紅の鞦かけて乗られける……。」と伝えている。[要出典]
- 永禄3年（1560年）の尾張侵攻は、上洛目的説と織田信長討伐・尾張攻略説とがある。ただ、浅井氏や六角氏、北畠氏といった道中の大名に対して外交工作を行った形跡がなく、年内に軍勢もろとも上洛しようとしていたという説にはやや無理がある。
- 義元が討死し、岡部元信が主君の首と引き換えに織田方に鳴海城を明け渡した際に、義元の首とともに引き渡された兜が岡部家[注釈 10]に伝わり、三の丸神社（大阪府岸和田市）に奉納され、今に伝えられている。
- 桶狭間の戦いの直前、義元の夢の中に花倉の乱で家督を争った異母兄の玄広恵探が現われ「此度の出陣をやめよ」と言った。義元は「そなたは我が敵。そのようなことを聞くことなどできぬ」と言い返すと「敵味方の感情で言っているのではない。我は当家の滅亡を案じているのだ」と述べたため夢から覚めた。義元は駿府から出陣したが、藤沢で玄広恵探の姿を見つけて刀の柄に手をかけたという（『当代記』[要ページ番号]）。
- 金山開発や交通網整備にも政治手腕を発揮したといわれる[19]。

## 研究
今川義元の実母に関しては寿桂尼であることには特段疑問が持たれなかった。しかし、天文20年以前に編纂されたと推定できる『蠧簡集残篇』所収「今川系図」に花蔵（玄広恵探）を二男と明記されていること、同系図並びに江戸時代初期の系譜に今川氏豊・象耳泉奘の名前はないことから、氏親の男子は4人で、長男が氏輝、次男が恵探と考えられるようになった。この説に基づいた場合の残された彦五郎と義元の兄弟関係については、彦五郎を永正14年（1517年）頃に生まれた三男（ただし、側室の子である恵探よりも日付は遅い）と考えて義元を四男とする黒田基樹の説と彦五郎を大永2年（1522年）頃に生まれた四男と考えて義元を三男とする大石泰史の説に分かれている。
更に黒田は龍泉院（瀬名貞綱室）を『言継卿記』弘治2年11月28日条の「瀬名殿女中（中略）太守の姉、中御門女中妹」とする記述から彼女を義元の姉と確定した上で、寿桂尼が玄広恵探が誕生した永正14年（1517年）以降の足かけ3年間に彦五郎・瑞渓院・龍泉院・義元と4名の子を産むことが可能なのか？と疑問を呈し、誕生後の扱いから寿桂尼の実子とみなせる彦五郎、『言継卿記』弘治2年10月2日条に「大方（寿桂尼）の孫」と記されている北条氏規（当時、今川氏の人質となっていた）の生母である瑞渓院も実子とみて間違いなく、同弘治3年2月2日条に「大方女」と書かれた「瀬名殿女中」も龍泉院のことを指すため、残された義元は実は庶出で花倉の乱後に寿桂尼と養子縁組を結んで実子扱いにされたのではないか、という説を唱えた（浅倉直美は義元だけではなく龍泉院も側室の子が寿桂尼の養子になったと解する余地があるとする）。大石も彦五郎の誕生時期については見解は異なるものの、彦五郎の名乗りは曽祖父にあたる今川範忠（兄・五郎範豊の早世で家督を継いだ）と同じであるため寿桂尼の子と考えてよいとした上で、彦五郎の兄である義元が寺に入れられたのは彼が恵探と同じく庶出であったからではないか、という説を唱えた。ただし、義元の母が側室の可能性を疑わせるものは『群書系図』所収の「今川系図」に氏輝・恵探・義元の順に並べられて、氏輝の欄に「母中御門大納言宣胤女（＝寿桂尼）」、恵探の欄に「母福嶋安房守女」、義元の欄に「母同」と記されて恵探と義元が同母兄弟と解釈する余地を残している部分と『高白斎記』天文5年月24日（氏輝の死後、花倉の乱の最中）の記事に寿桂尼を「善徳寺（＝義元）ノ老母」ではなく「氏照（＝氏輝）ノ老母」と表記している部分に義元が寿桂尼が生んだ子ではない可能性を示す部分のみである。また、義元が寿桂尼の子ではないとした場合の生母の実像について、大石は福島氏の娘（ただし、恵探の母は福島氏の庶流出身で、義元の母は同氏の嫡流もしくはそれに近い家の出身として、同じ一族内でも嫡庶による身分差があったとする）、浅倉は朝比奈氏の娘（朝比奈泰煕の娘か）と想定しており、意見が一致している訳ではなく、現時点では可能性の域にとどまってる。黒田は京都からの食客の娘と想定していたが、その後「神原（蒲原）系譜」に蒲原氏徳の娘が「義元之実母也」と記されていることを確認しており、今後の研究進展が待たれる。

## 評価
武将としては当時の駿河、遠江(今の静岡県)だけではなく、三河や尾張(愛知県)までも領土を拡大させ、武田信玄や北条氏康とも渡り合い、太原雪斎を仲介させて、三国同盟を締結させたが、桶狭間の戦いで織田信長に討たれた敗将として、良くない意味で日本史において有名となり、後世における評価が低下した。
通説では圧倒的に有利な情勢から信長を軽んじ、明らかに地の利がない田楽狭間で安穏と休憩を取ったことが敗北を招いたことなどが挙げられる。また、輿に乗り移動していたという史実から、騎乗することができなかったと見られるようになり、さらにその理由は幼少時に落馬した恐怖のため、太っていたため、寸胴短足だったため、など、後世に様々な俗説が創作されたことも評価を低くした。平成19年（2007年）の大河ドラマ『風林火山』で今川義元を演じた谷原章介は、役を演じるにあたって、「一般には公家かぶれで軟弱というイメージが浸透していて、桶狭間で油断して討ち取られたという『結果』ばかりが強調されて語られる傾向がある」と語っている。
実際のところ、騎乗せず輿に乗っていたことは、義元は今川家は足利氏の庶流として室町二十一屋形と称された屋形号を有していることから特別に輿に乗ることを認められており、むしろ合戦の際も輿に乗ることはその誇示と言う面があった（大石泰史は尾張国内で輿に乗れる資格があるのは同じく足利氏庶流の守護の斯波氏のみで、義元が輿に乗って進軍することで織田氏との家柄・立場の違いを尾張の人々に視覚的に示そうとした政治的・軍事的なパフォーマンス・デモンストレーションであったとする。）。また『信長公記』には桶狭間山から退却する義元が馬に乗っていたと記されており、一般にこれら記述が登場するのは江戸時代中期のものであって、ほぼ後世の創作と考えられる。公家文化に精通していることに関しても、先述の通りそれは素養の高さを示すものであり、決して暗愚を示すものではない。
内政面においては辣腕を振るったことは史料で確認でき、天文22年（1552年）には「今川仮名目録」の追加法を制定した。さらに商業保護や流通統制、寄親寄子制度による家臣団の結束強化を図るなど優れた行政改革を進めた。朝倉宗滴は、『朝倉宗滴話記』のなかで「国持、人つかひの上手。よき手本と申すべく人」として武田晴信・織田信長・三好長慶・長尾景虎・毛利元就らと同列に評価している（『続々群書類従』）。
近年は桶狭間の戦いについての研究が進んだこともあり、義元を暗愚ではなく、内政・外交・軍事に優れていたものの、悪天候などの不運により敗死した悲劇の名将として描く作品も見られる（宮下英樹『センゴク外伝 桶狭間戦記』、かわのいちろう『信長戦記』など）。
また、今川氏が居館を置いていた静岡市は命日に当たる2017年5月19日、義元生誕500周年の2019年に向けて顕彰などを進める「今川復活宣言」を発表した。

## 家臣
| - 太原雪斎 - 浅井政敏 - 朝比奈信置 - 朝比奈泰能 - 朝比奈泰朝 - 朝比奈元長 - 朝比奈元智 | - 安部元真 - 天野景貫 - 井伊直盛 - 一宮宗是 - 飯尾乗連 - 飯尾連龍 - 庵原忠胤 - 庵原忠政 - 庵原忠春 - 庵原忠縁 - 庵原元政（之政） - 鵜殿長持 | - 鵜殿長照 - 鵜殿氏長 - 岡部元信 - 岡部正綱 - 小原鎮実 - 葛山信貞 - 葛山氏元 - 蒲原氏徳 - 孕石元泰 | - 久野宗能 - 近藤景春 - 菅沼定盈 - 関口氏純（氏広・親永） - 瀬名氏俊 - 瀬名信輝 - 松平元康(後の徳川家康) - 松井宗信 - 三浦義就 - 由比正信 - 吉田氏好 |

## 関連作品

### 伝記・小説
- 幸田露伴『今川義元』（1928年）(露伴小説の一編)
- 浜野卓也『今川義元―桶狭間の戦い』（:*おんな城主 直虎（演：春風亭昇太、2017年、NHK大河ドラマ） 火の鳥伝記文庫、1991年） ISBN 978-4061475793
- 杉村佳晃『今川義元』日本文学館（ノベル倶楽部）
- 鈴木英治『義元謀殺(上・下)』（ハルキ文庫―時代小説文庫）
- 木下昌輝『桶狭間の幽霊』（『戦国24時 さいごの刻』収録、光文社、2016年9月　※『戦国十二刻 終わりのとき』と改題し文庫化、光文社文庫、2019年7月）
- 髙橋直樹『駿風の人』（潮文庫、2019年6月）
- 鈴木英治『義元、遼たり』（静岡新聞社、2019年9月）ISBN 9784783811190
- 白蔵盈太『桶狭間で死ぬ義元』（文芸社文庫、2023年4月）
- 今村翔吾『義元の影』（『戦国武将伝 東日本編』収録、PHP研究所、2023年12月）

### テレビドラマ
- 太閤記（演：三國一朗、1965年、NHK大河ドラマ）
- 天と地と（演：根上淳、1969年、NHK大河ドラマ）
- 国盗り物語（演：花柳喜章、1973年、NHK大河ドラマ）
- おんな太閤記（演：新みのる、1981年、NHK大河ドラマ）
- 徳川家康（演：成田三樹夫、1983年、NHK大河ドラマ）
- 武田信玄（演：中村勘九郎、1988年、NHK大河ドラマ）
- 信長 KING OF ZIPANGU（演：柴田侊彦、1992年、NHK大河ドラマ）
- 秀吉（演：米倉斉加年、1996年、NHK大河ドラマ）
- 利家とまつ〜加賀百万石物語〜（演：佐々木睦、2002年、NHK大河ドラマ）
- 功名が辻（演：江守徹、2006年、NHK大河ドラマ）
- 風林火山（演：谷原章介、2007年、NHK大河ドラマ）
- 信長協奏曲（演：生瀬勝久、2014年、フジテレビ）
- おんな城主 直虎（演：春風亭昇太、2017年、NHK大河ドラマ）
- 麒麟がくる（演：片岡愛之助、2020年、NHK大河ドラマ）
- どうする家康 （演︰野村萬斎、2023年、NHK大河ドラマ）

### 漫画
- センゴク外伝 桶狭間戦記（宮下英樹）
- いくさの子（原哲夫）

### 楽曲
- さくらゆき「天下一の誇り」（2024年、作詞：小栗さくら、作曲：眞鍋香我）